# Borris (Denemarken)
Borris is een plaats in de Deense regio Midden-Jutland, gemeente Ringkøbing-Skjern, en telt 836 inwoners (2008).